# Collégiale Sainte-Croix de Liège
Pour les articles homonymes, voir Sainte-Croix.
La collégiale Sainte-Croix est l'une des sept anciennes collégiales de la ville de Liège, en Belgique. Fondée et érigée entre 976 et 986 par l'évêque Notger, elle se situe dans l'angle formé par la rue Sainte-Croix et la rue Haute-Sauvenière. Elle abrite la clef de Saint Hubert, autrefois dans le trésor de la collégiale Saint-Pierre de Liège. Après la révolution liégeoise, le chapitre de chanoines est supprimé en 1797, mais l'église est rendue au culte en 1802. Classée en 1936, elle est inscrite dans la liste du patrimoine exceptionnel de la Région wallonne en 1997. En octobre 2013, elle est inscrite sur la liste de 67 monuments en danger établie par le Fonds mondial pour les monuments.

## Historique

### Origine

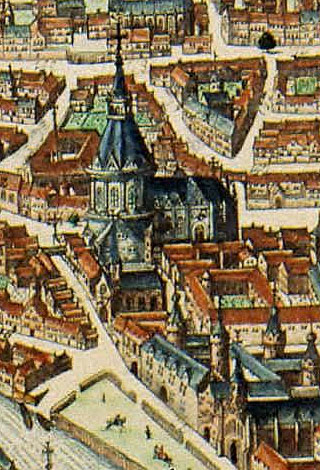
La collégiale Sainte-Croix, juste en dessous, l'église Saint-Michel et la rue Haute-Sauvenière, en bas : la place aux Chevaux, la Basse-Sauvenière et l'hôpital Saint-Mathieu à la Chaîne

Fondée entre 976 et 986 par l'évêque Notger,,,,,, qui la consacre en 986, l'église est bâtie sur l'emplacement du château Silvestre, appartenant à Radus des Prez. Notger dote la collégiale Saint-Croix d'un chapitre de quinze chanoines, qui en 1045 sont portés à trente par l'évêque Wazon.

### La légende du château Sylvestre
« Sans parler de la prise de Chèvremont, Notger, semble-t-il, ne négligeait aucune occasion d'augmenter ses richesses et d'affermir son pouvoir. Il cherchait surtout à se débarrasser de ceux dont la fortune croissante paraissait devoir un jour contrebalancer sa propre autorité. 
À cette époque, vivait à Liège un chevalier du nom de Radus des Prez. Ce puissant personnage occupait sur la hauteur, entre les églises de Saint-Pierre et de Saint-Martin, un château appelé Sylvestre, d'où l'on dominait la ville entière. Dans les mains d'un vassal ambitieux et rebelle, une position aussi importante pouvait devenir fatale à l'évêque ; il lui déplaisait donc fort de voir ces sombres tourelles planer au-dessus de la bonne ville, et il ne pensait qu'aux moyens à employer pour les faire disparaître.
Un jour qu'il devait se rendre en Allemagne, Notger engagea Radus, qui était voué de Liège, à l'y accompagner, et celui-ci y consentit de grand cœur. Mais pendant leur absence, qui ne dura pas moins de deux années, Robert, neveu de l'évêque, et qui avait reçu ses instructions, fit aussitôt démolir la forteresse du sire des Prez, et y jeta les fondements d'une nouvelle église, celle qu'on appela plus tard Sainte-Croix. Quand l'évêque revint avec Radus, le voué, celui-ci, qui, du haut de la montagne Cornillon, cherchait des yeux son château dans le lointain et ne l'apercevait pas, s'écria tout à coup : « Par ma foi ! sire évêque, ne sais si je rêve ou si je veille, mais j'avais accoutumance de voir d'ici ma maison Sylvestre, et ne l'aperçois pourtant point aujourd'hui ; m'est avis qu'il y a là-bas un moustier à sa place. — Or, ne vous courroucez, mon bon Radus, répliqua doucement Notger, de votre château ai fait faire en effet un moustier, mais rien n'y perdrez. Robert, mon cousin, prévôt de Saint-Lambert, possède de nobles héritages Outre-Meuse, de même que les grands prés qui s'étendent depuis les Écoliers jusqu'à la Boverie ; ils seront dorénavant tous vôtres, et je donnerai au prévôt la Sauvenière, la petite ville.  » Il fallut bien que Radus se contentât de ce que lui offrait l'évêque. »

— Mathieu-Lambert Polain, Récits historiques sur l'ancien pays de Liège

### Donation et ressources
Le 5 avril 1005, l'empereur Henri II confirme la fondation de l'église Sainte-Croix à Liège par Notger et lui assigne divers biens en Ardenne, en Hesbaye et en Ripuarie.
- entre 1113 et 1118, la cité de Liège attribue lors d'un procès, une donation de la comtesse Ermengarde usurpée par l'évêque.
- dîme de Vreren

### Reconstruction

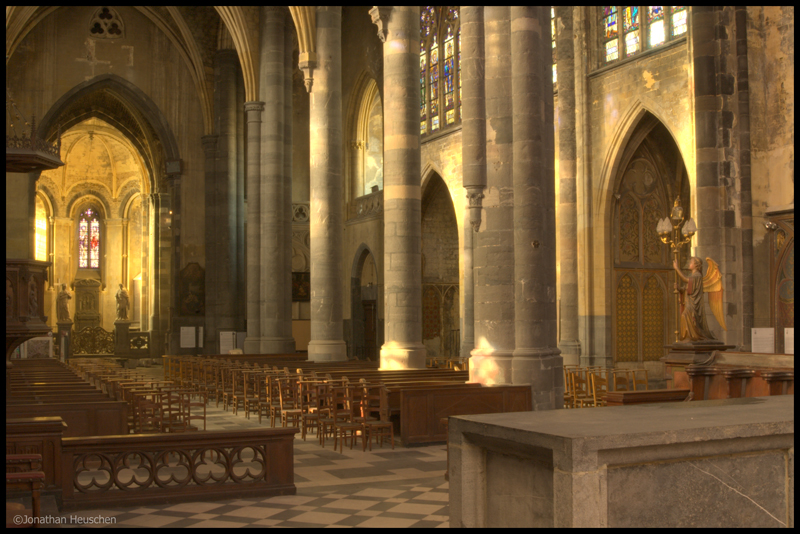
Intérieur de la collégiale Sainte-Croix

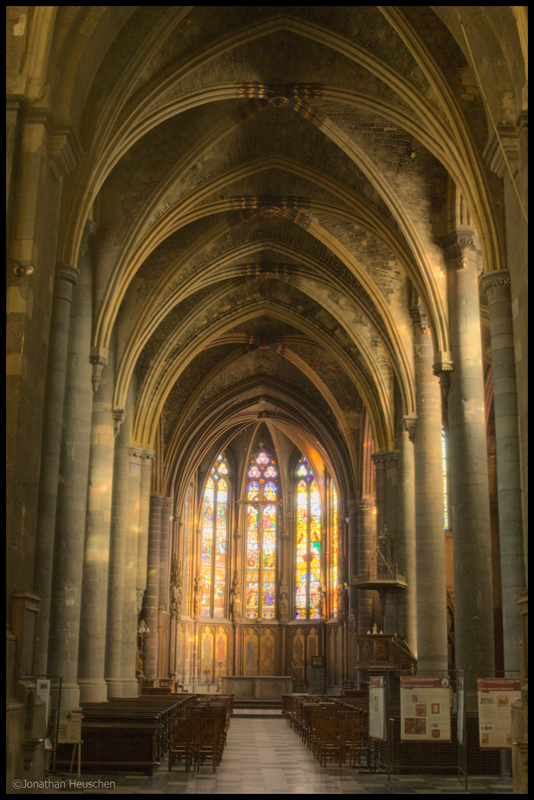
Nef de la collégiale Sainte-Croix

Élevé vers 1200-1220, le chœur occidental, ou westbau, présente des caractéristiques d'influence rhénane. Il est de style transition entre le roman et le gothique et se compose du narthex couronné d'un clocher octogonal et prolongé par une abside semi-circulaire couronnée d'une galerie de circulation couverte dont les petites arcades en plein cintre reposent sur des colonnettes. Il a été fortement restauré au XIXe siècle par l'architecte Jean-Charles Delsaux et sert actuellement de baptistère. Le reste de l'édifice est de style gothique. Le chœur oriental et son abside sont datés de 1255, le transept et les deux premières travées orientales de la nef de 1283-1287, les deux dernières travées de la nef de 1332. Au XVe siècle, des chapelles furent insérées entre les contreforts des bas-côtés.
L'édifice présente une longueur de 57 m, une largeur de 25 m et une hauteur sous voûte de 17 m à la grande nef.
Elle était une des sept collégiales liégeoises (Saint-Pierre, Sainte-Croix, Saint-Paul, Saint-Jean, Saint-Denis, Saint-Martin, Saint-Barthélemy). 
À la suite de l'annexion française après la révolution liégeoise, le chapitre est supprimé en 1797 et l'église sert de lieu d'assemblée électorale. Elle est rendue au culte, en tant qu'église paroissiale, en 1802.

### Rénovation
En raison de son état de délabrement, la Collégiale Sainte-Croix est fermée au public depuis 2005. Cette situation est d’autant plus regrettable qu’elle est inscrite sur la liste du patrimoine immobilier exceptionnel de la Wallonie.
L’impact de sa rénovation sur le budget régional s’élève à 15.000.000 €. Ce montant sera réparti sur une période de 10 ans (2017 à 2026) à raison de 1.500.000 € par an (TVA + les frais généraux). La Province de Liège interviendra dans le financement de ce projet à hauteur de 750 000 €. Le coût global des travaux, études et honoraires est évalué à 20.125.000 € TVAC.
Le 3 novembre 2020, une nouvelle étape a été franchie avec l’installation d’une grue-tour aux abords du chantier qui permettra le montage des échafaudages, la pose d’une toiture provisoire, le démontage et la mise en sécurité des toitures, la mise en sécurité des maçonneries, toutes ces étapes devraient se clôturer au mois d’octobre 2021.

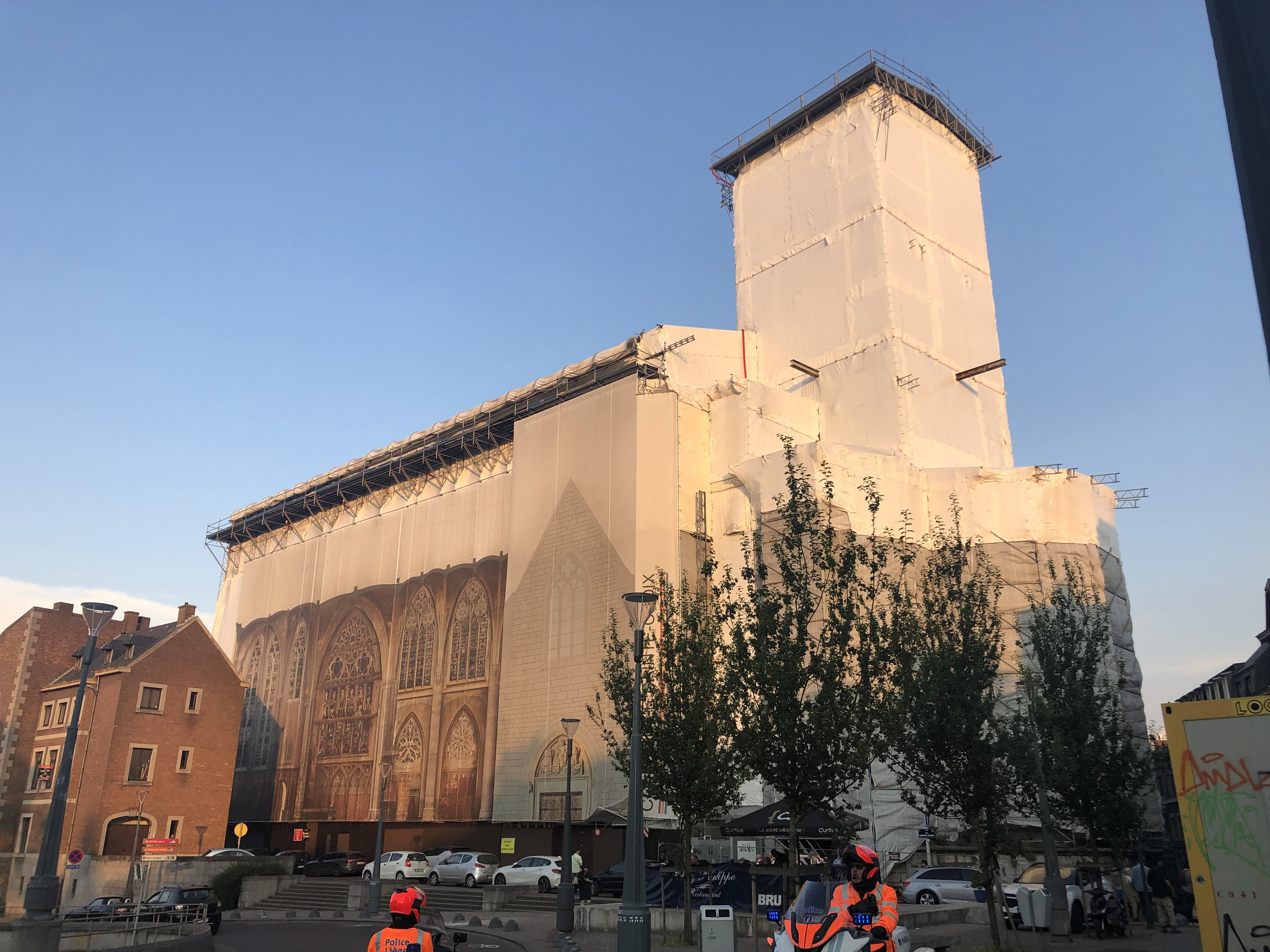
La collégiale Sainte-Croix en 2023, recouverte de bâches lors de sa restauration. Celles-ci recouvrent l'entièreté du bâtiment, de telle sorte à pouvoir travailler sur les toits et charpentes tout en minimisant les problèmes liés à la météo.

La restauration se déroulera en 2 phases distinctes :
- Phase I : Installation et mise en chantier – Phase actuelle
  - Installation de chantier qui comprend le montage de l’échafaudage et de la toiture parapluie.
  - Toitures - Démontage des toitures existantes et travaux de stabilisation et de sécurisation.
  - Maçonneries – Travaux de stabilisation et de sécurisation.
- Phase II :
  - Travaux de restauration extérieurs
    - Renouvellement de la toiture
    - Interventions sur les charpentes
    - Restauration des maçonneries
    - Restauration des vitraux

  - Travaux de restauration intérieurs
    - Restauration des décors intérieurs y compris le mobilier
    - Sols
    - Techniques spéciales (chauffage et électricité)

Une fois les travaux terminés, l'église deviendra un lieu cultuel, culturel et touristique.
Ce sont les bureaux liégeois d'architecture Aasa - tgi et pHD qui sont désignés pour ces travaux. Ces bureaux ont été à la manœuvre des restaurations de la collégiale Saint-Barthélemy, du Théâtre Royal, ou encore du portail de l'église Saint-Jacques. Pour Sainte-Croix, pHD et Aa-tgi s'associent à Eric Pallot, architecte en chef des monuments historiques français.

## Description
De la collégiale primitive de Notger ne subsiste qu'un fragment de mur en grès, dans la façade extérieure à côté du chevet.
Le chœur occidental, romano-gothique (fin XIIe, début XIIIe siècle), contient une invention de la Sainte-Croix de Bertholet Flémal (XVIIe siècle). L'abside orientale date du XIIIe siècle, les nefs sont des XIIIe et XIVe siècles et les chapelles latérales du XVe siècle. Le chœur, orné de peintures murales de Jules Helbig conserve de remarquables vitraux de Jean-Baptiste Capronnier et d'Eugène-Stanislas Oudinot.

### Portail
Le portail gothique de l'église Sainte-Croix à Liège comporte, au tympan, un groupe sculpté de la Résurrection qui est en réalité une copie, réalisée en 1935, des statues originales fortement abîmées. Les originales sont exposées au Grand Curtius, département d'art religieux et d'art mosan. Celles-ci, attribuées au Maître des madones en marbre mosanes, avaient déjà été datées par Marguerite Devigne du milieu du XIVe siècle. Cette chronologie peut être davantage encore nuancée. En effet, deux des cinq personnages en pierre sont des guerriers datés de 1340.

## Trésor de Sainte-Croix

### Clef de Saint Hubert
La clef de Saint Hubert, autrefois dans le trésor de la Collégiale Saint-Pierre de Liège.

### Triptyque de la sainte Croix

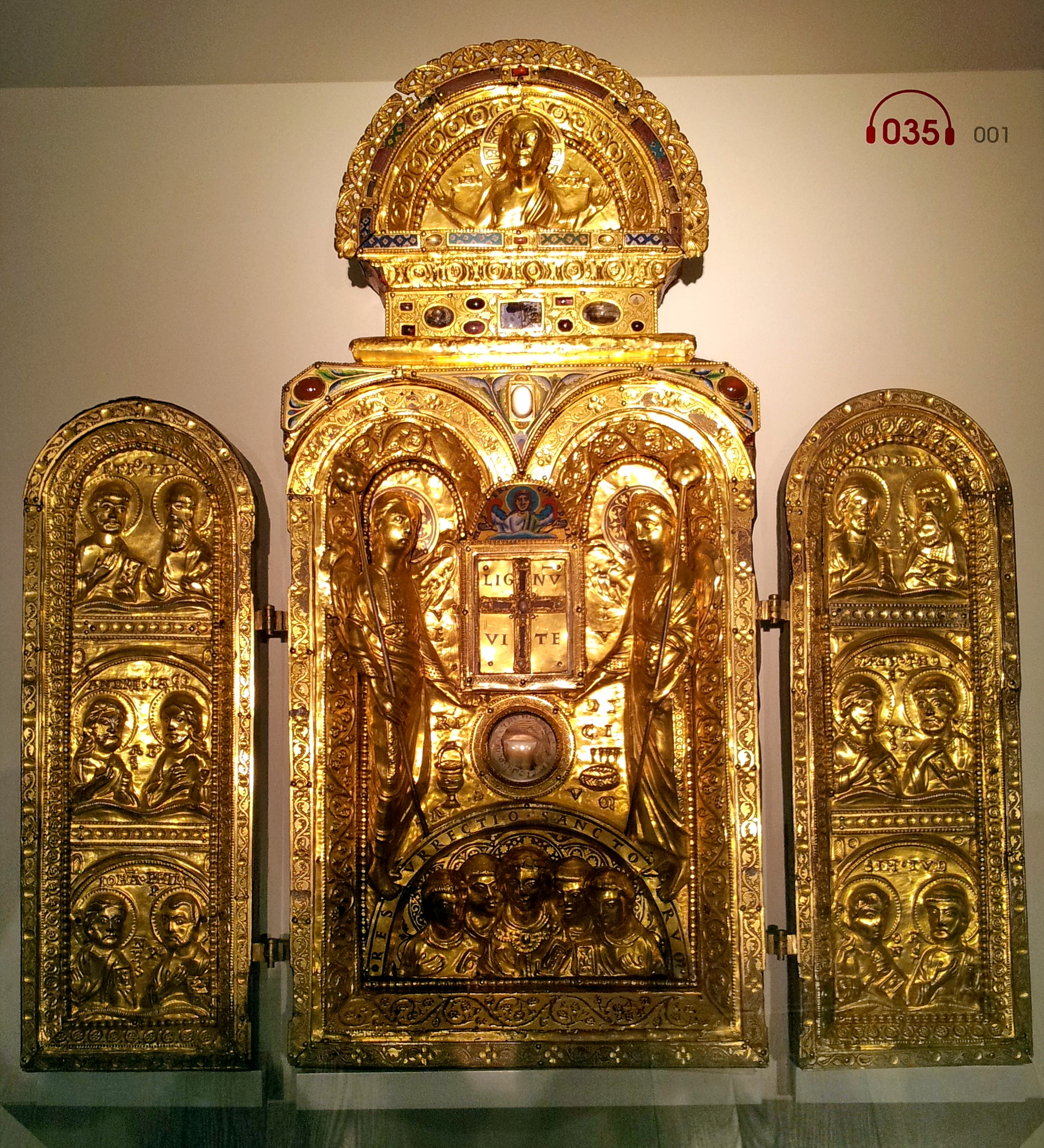
Triptyque de la Sainte Croix conservé Grand Curtius.

Le triptyque de l'église Sainte Croix de Liège est un triptyque en chêne recouvert de cuivre doré. Cette orfèvrerie mosane du XIIe siècle (1160-1170) est attribuée à Godefroy de Huy.
Le triptyque renferme des parcelles de la Vraie Croix et une dent de saint Vincent. Sur le bas du triptyque de la sainte Croix de Liège, est inséré un cabochon en cristal de roche qui protège une dent de saint Vincent et, en plus, un fragment du chef de saint Jean-Baptiste, identifiés par des inscriptions renouvelées.
Selon la légende, les fragments de la Sainte Croix furent donnés par Robert II roi de France à Henri II qui les offrit à l'église Sainte Croix de Liège en 1066. Ces reliques, disposées en petite croix en or, sont intégrées dans le triptyque vers 1160.

### Jubé
Dans les collections du Musée provincial de Liège se trouvent sept petites tètes en pierre de sable provenant de l'église Sainte Croix, où elles décoraient le jubé, autrefois placé entre le transept et les deux dernières colonnes de la grande nef qu'il séparait l'un de l'autre. Plusieurs de ces têtes appartenaient à des statuettes dont le l'ancien Musée Provincial possède différents débris ; d'autres soutenaient une petite corniche. Ces têtes données au Musée par la fabrique de Sainte Croix ont été trouvées en creusant les fondations du nouveau portail.

## Index des artistes

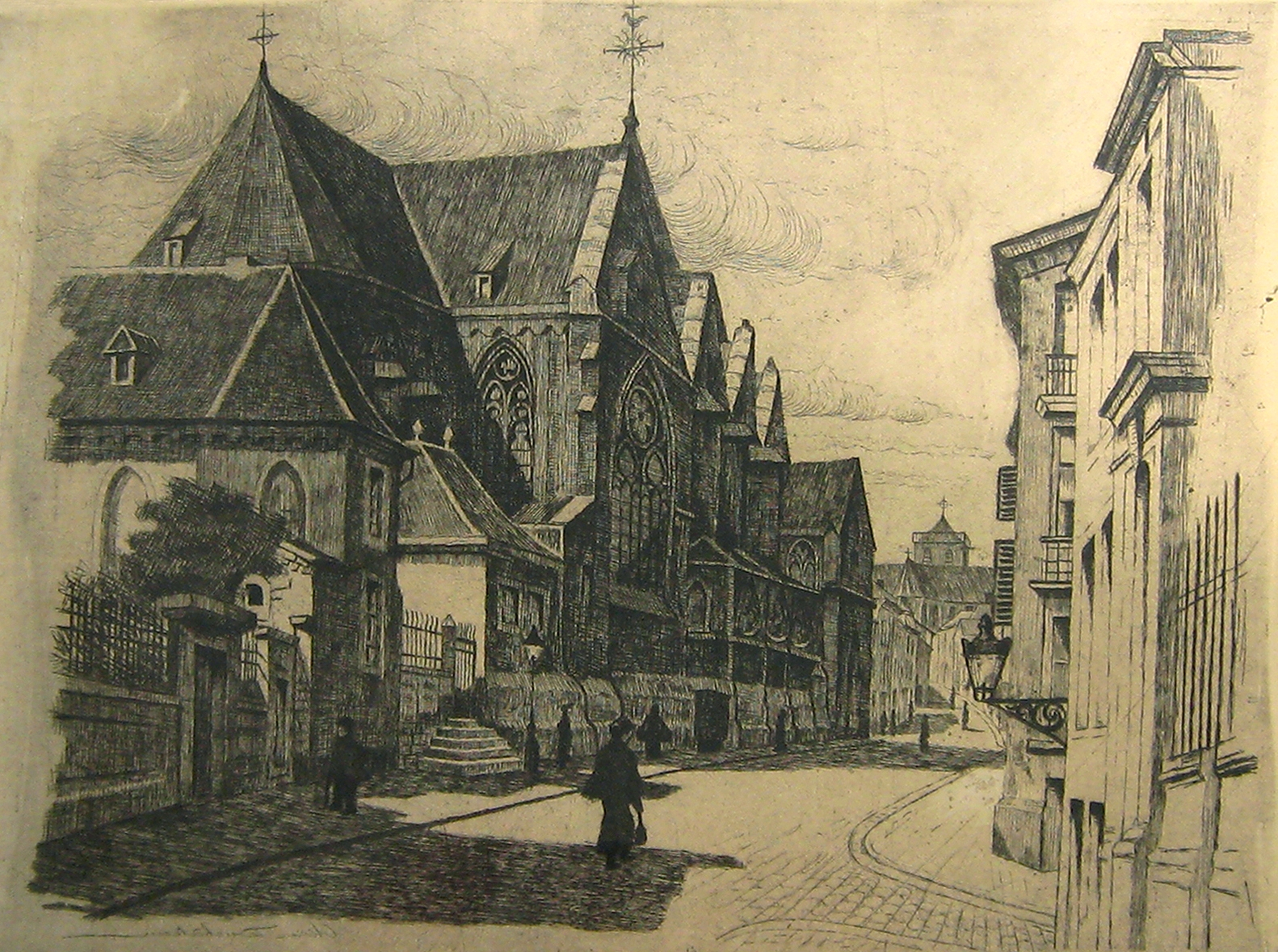
Collégiale Sainte-Croix (c. 1900-05)
Gravure d'Olivier Duchâteau

Liste chronologique des artistes ayant travaillé à l'église Saint-Croix, ou dont une œuvre se trouve dans l'église.
- Lambert Lombard (1505-1566), peintre[16]
- Bertholet Flémal (1614-1675), peintre
- Édouard van Marcke (1815-1884), peintre
- Jean-Charles Delsaux (1821-1893), architecte
- Jules Helbig (1821-1906), peintre
- Joseph Osterrath (1845-1898), maître-verrier
- Jean Del Cour (1627-1707), sculpteur[17]
  - statue de marbre : l'empereur Constantin
  - statue de marbre : l'impératrice Hélène
- Guillaume Evrard, sculpteur[17]

## Archives et sources
Les chartes originales et les cartulaires de la collégiale, déplacés pour être cachés lors de la Révolution, ont disparu.
Cependant, les recueils réalisés par divers chanoines permettent de pallier en grande partie sinon complètement ces pertes. Ces documents sont conservés aux archives de l'État à Liège.
La compilation la plus importante est celle de Mathias de Potthem de Lewis (ou Matthias de Léau) appelée liber magnus cathenatus rédigée en 1379. Celle-ci est composée de quatre cent sept feuillets sur vélin. Le plus ancien diplôme noté est de 1005, il est donné par l'empereur Henri II. Ci-dessous la description des différents feuillets :
- Feuillets 1 à 17 : Chronique abrégée de l'église et du pays de Liège, laquelle se termine à l'année 1576, un peu avant la troisième paix des XXII, signée le 14 juin de cette année, sous l'épiscopat de Jean d'Arckel, que le pape Urbain V avait transféré de l'évêché d'Utrecht à celui de Liège. Elle commence à saint Materne, premier évêque de Tongres, dont la mort y est fixée au 18 des calendes d'octobre de l'an 130, après avoir, dit le chroniqueur, vécu trente-huit ans depuis sa résurrection et exercé l'épiscopat pendant quarante.
- Feuillets 19 à 20 : Quelques diplômes touchant l'incorporation à l'église de Sainte-Croix de la paroisse de Frères.
- Feuillets 21 à 350 Actes relatifs aux possessions, biens, revenus, cens et rentes du chapitre.
- Feuillets 351 à 364 : Privilèges, libertés et franchises accordés à l'église cathédrale et aux églises secondaires de Liège par les rois des Romains, les souverains pontifes, les évêques de Liège (privilèges qui exemptaient lesdites églises, leurs ministres et serviteurs de la juridiction séculière de l'évêque, du majeur, des échevins et de tous autres magistrats. Parmi ces actes, on trouve la paix des clercs, la paix de Wihogne, la loi muée, la modération de la paix de Waroux, les statuts de la cité approuvés par l'évêque Adolphe de La Marck).
- Feuillets 364 à 367 : Informations, cas et exemples pour prouver que les églises collégiales de la cité et du diocèse, leurs chanoines, chapelains et choraux sont exempts de la juridiction spirituelle, ordinaire et immédiate, de l'évêque, de son official et du chapitre de la grande église (Saint-Lambert).
- Feuillets 367 à 379 :Traités d'association faits entre la grande église et les églises secondaires de Liège, pour le maintien de leurs immunités respectives envers et contre tous et traités semblables conclus, dans le même but, entre les églises secondaires seulement.
- Feuillets 380 à 382 : Statuts et usages des églises de la cité et du diocèse de Liège.
- Feuillets 384 à 407 : Pièces de tout genre, d'un intérêt moindre que les précédentes ; il convient cependant de mentionner, comme étant transcrits aux feuillets 391-400, la paix de Wihogne (déjà citée), la paix des seize, le nouveau serment des fermeteurs, les statuts modérés par les huit hommes, et la modération de la loi nouvelle ou de la paix des seize.

André Heynssch, chanoine de Sainte-Croix, jugea nécessaire de renouveler et de compléter l’œuvre de de Lewis, ce qu'il fit à partir de 1962 à travers différents recueils.

#### Monographie
- Armand Delhaes, L'église Sainte-Croix à Liège, Le Vieux-Liège, coll. « Feuillets archéologiques de la Société royale Le Vieux-Liège », 1976, 2e éd., 24 p.
- (en) Antoine Baudry, "The stonecutter's workshop on the restoration worksite of the Collegiate church of the Holy Cross in Liège (1845-1859)", in "Water, Doors and Buildings. Studies in the History of Construction..., Cambridge, 2019, p. 377-391  (ISBN 0992875145) (lire en ligne)
- Mathieu Piavaux, La Collégiale Sainte-Croix à Liège : Formes et modèles dans l'architecture du Saint-Empire. XIIIe – XVe siècles, Presses universitaires de Namur, coll. « Histoire, Art et Archéologie », 2014, 436 p. (ISBN 978-2-87037-571-6 et 2-87037-571-9, présentation en ligne)
- Édouard Poncelet, Inventaire analytique des chartes de la collégiale de Sainte-Croix à Liège, t. 1, Bruxelles, M. Weissenbruch, 1911, 722 p. (lire en ligne)
- Édouard Poncelet, Inventaire analytique des chartes de la collégiale de Sainte-Croix à Liège, t. 2, Bruxelles, Kiessling, 1911, 566 p. (lire en ligne)

#### Articles
- « Restauration du portail de l'église Sainte-Croix », Chronique archéologique du pays de Liège, t. XXVI, no 2,‎ avril-mai 1935, p. 35 (lire en ligne)
- (en) Antoine Baudry, « The stonecutters' workshop on the restoration worksite of the Collegiate Church of the Holy Cross in Liège (1845-1859) », dans Studies in the History of Construction. The proceedings of the Sixth Conference of the Construction History Society, Cambridge, Queen's College, 2019 (ISBN 0992875145), p. 377-391
- Camille Bourgault, « Sculptures liégeoises (XVe siècle) (église Sainte-Croix, à Liège) », Chronique archéologique du pays de Liège, t. V, no 8,‎ août 1910, p. 83-84 (lire en ligne)
- Stéphane Colin, « Le Westbau de l'église Sainte-Croix à Liège. », Bulletin de la société royale Le Vieux-Liège, t. XIV, no 291,‎ 2000, p. 097-119 (ISSN 0776-1309)
- Joseph Deckers, « Documents relatifs au domaine de la collégiale Sainte-Croix de Liège sur le Rhin (1005-1153) », Bulletin de l'institut archéologique liégeois, Liège, t. LXXXVII,‎ 1975, p. 129-142 (ISSN 0776-1260, lire en ligne)
- Joseph Demarteau, « Histoires ou légendes?  I. La première cathédrale de Liège. — II. La clef de saint Hubert ou de saint Pierre à Sainte-Croix. — III. Eaux et Bains. — IV. Pierre l'Ermite. — V. La fondation de Saint-Gilles, lez-Liège. — VI. La Vierge de Saint-Laurent, dite de dom Rupert. — VII. La machine liégeoise de Marly », Bulletin de l'institut archéologique liégeois, Liège, t. XVIII,‎ 1885, p. 445-497 (ISSN 0776-1260, lire en ligne)
- Louis Deroy, « Le monument funéraire du chanoine Hubert Mielemans à l’église Sainte-Croix, à Liège. Étude épigraphique », Bulletin de l'institut archéologique liégeois, Liège, t. LXVI,‎ 1946-1948, p. 25-46 (ISSN 0776-1260, lire en ligne)
- Léon Dewez, « Le monument funéraire du chanoine Hubert Mielemans à l’église Sainte-Croix, à Liège. Note Liminaire », Bulletin de l'institut archéologique liégeois, Liège, t. LXVI,‎ 1946-1948, p. 5-6 (ISSN 0776-1260, lire en ligne)
- Richard Forgeur, « Deux documents concernant le Westbau roman de Sainte-Croix à Liège. », Bulletin de la société royale Le Vieux-Liège, t. VIII, no 172,‎ 1971, p. 013-017 (ISSN 0776-1309)
- Richard Forgeur, « L'église Sainte-Croix à Liège : compléments, corrections et bibliographie. », Bulletin de la société royale Le Vieux-Liège, t. XIII, no 281,‎ 1998, p. 771-774 (ISSN 0776-1309)
- Richard Forgeur, « Notice historique sur l’orgue de la collégiale Sainte-Croix (1609) », Bulletin de l'institut archéologique liégeois, Liège, t. LXXXVII,‎ 1975, p. 155-175 (ISSN 0776-1260, lire en ligne)
- Jean Francotte, « Le coin des chercheurs : Pierre gothique, rue Sainte-Croix. », Bulletin de la société royale Le Vieux-Liège, t. XIII, no 285,‎ 1999, p. 894-894 (ISSN 0776-1309)
- Louis-Prosper Gachard, Note sur un cartulaire de la collégiale de Sainte-Croix à Liège, Bruxelles, Hayez, 1865, 28 p. (lire en ligne)Extrait du t. V, 3e série, 3e bulletin du Compte rendu des séances de la Commission royale d'histoire
- Marie-Hélène Marganne, Marc Mélard et Jean-Pierre Félix, « Richesse du patrimoine campanaire liégeois : un carillon de Nicolas Chapelle pour la collégiale Sainte-Croix en 1621. », Bulletin de la société royale Le Vieux-Liège, t. XIV, no 294,‎ 2001, p. 193-212 (ISSN 0776-1309)
- Joseph Philippe, « Le monument funéraire du chanoine Hubert Mielemans à l’église Sainte-Croix, à Liège. Étude archéologique », Bulletin de l'institut archéologique liégeois, Liège, t. LXVI,‎ 1946-1948, p. 7-24 (ISSN 0776-1260, lire en ligne)
- Mathieu Piavaux et Valérie Rousseau, « Une maquette néo-romaine de l’église Sainte-Croix à Liège : histoire, signification et conservation d’une œuvre singulière (avec Valérie Rousseau) », Bulletin de l'institut archéologique liégeois, Liège, t. CXIV,‎ 2005-2009, p. 207-214 (ISSN 0776-1260)
- Eugène Polain, « Sainte-Croix », Chronique archéologique du pays de Liège, t. II, no 4,‎ avril 1907, p. 3-20 (lire en ligne)